# Mariä-Entschlafens-Kirche (Nischni Nowgorod)

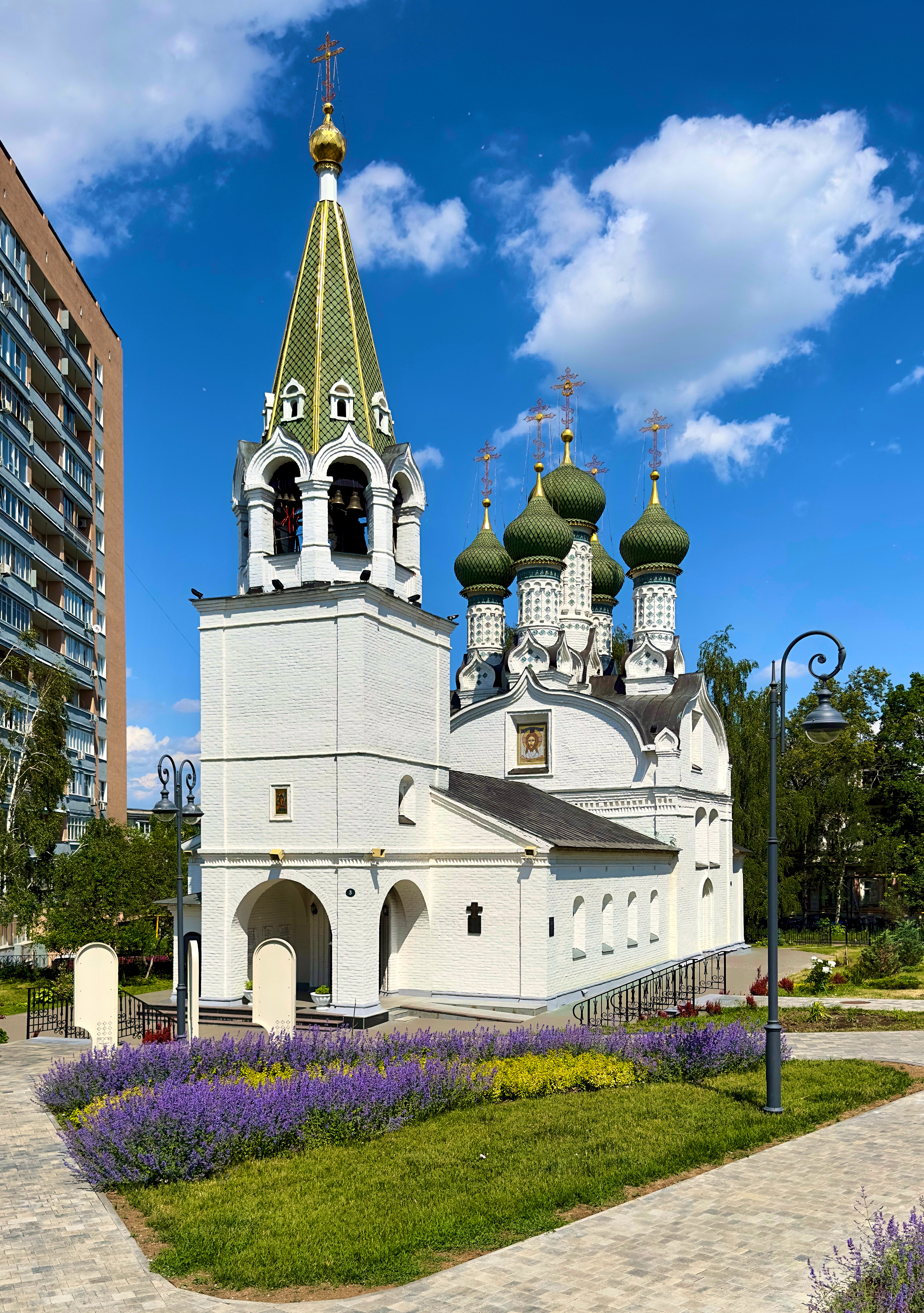
Die Mariä-Entschlafens-Kirche in Nischni Nowgorod

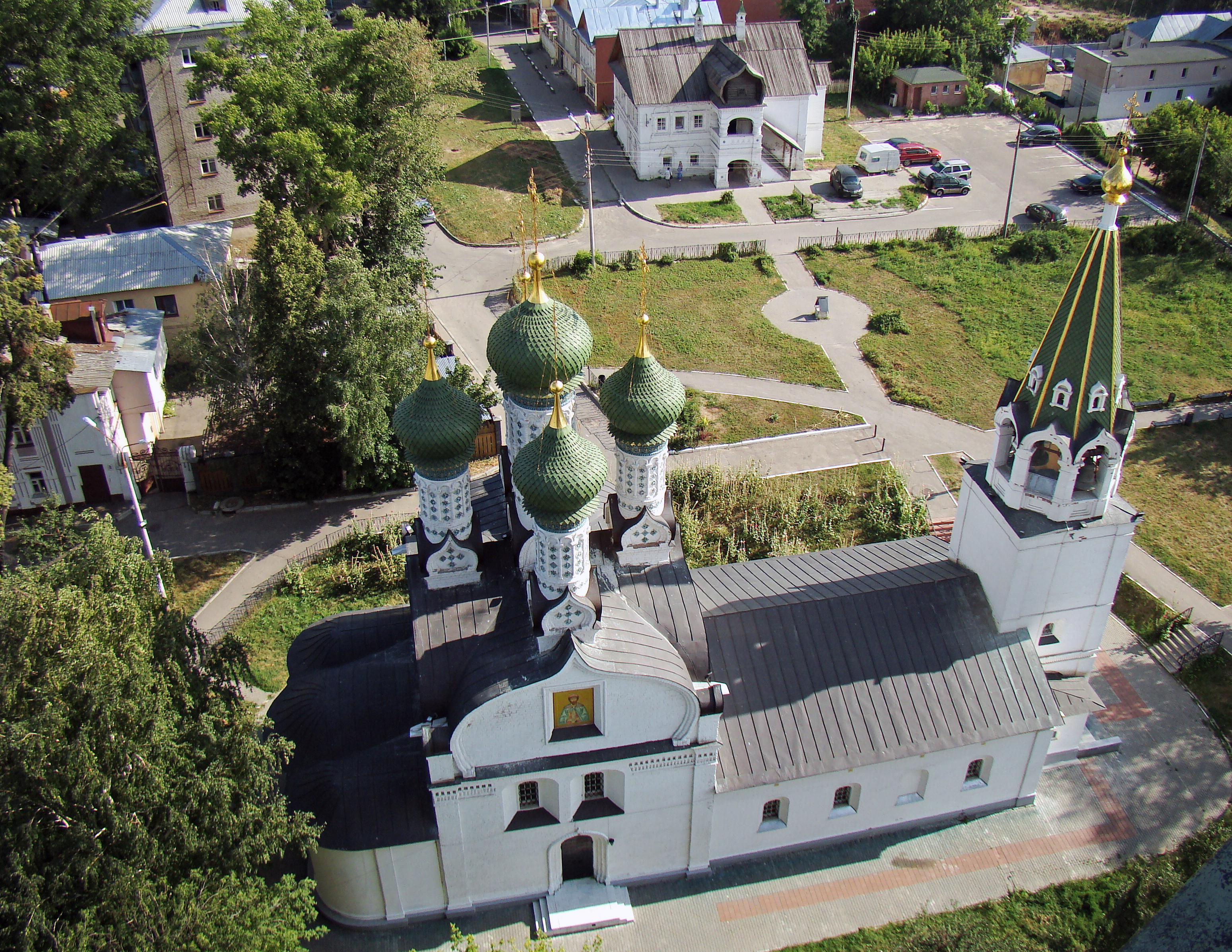
Mariä-Entschlafens-Kirche von oben

Die Mariä-Entschlafens-Kirche (russisch Успенская церковь) ist eine russisch-orthodoxe Kirche in der Stadt Nischni Nowgorod in Russland. Erbaut wurde sie von circa 1670 bis 1672.

## Geschichte
An der Stelle der heutigen Kirche wurde bereits 1606 eine kleine Kirche erwähnt. Es war eine Holzkirche im Kloster, die der Mariä Aufnahme in den Himmel geweiht war. Ein steinernes Kirchengebäude wurde erst 1672 durch den Kaufmann Afanasjew Firsowitschem Olissowym gebaut.
Bei einem Brand wurde die Mariä-Entschlafens-Kirche 1715 zerstört. Der ursprüngliche Hauptteil der Kirche wurde nicht wiederhergestellt. 1934 wurde dann der Glockenturm abgerissen. Erst in den 1960er Jahren wurde das Bauwerk wieder vollständig renoviert.
Die Kirche und der Glockenturm wurden 2004 vollständig rekonstruiert. Am 15. März 2004 begann ein Team von Malern unter der Leitung von Alexej Wladimirowitsch Anziferow mit den Arbeiten an den Wandmalereien. 
Am 29. Juli 2004 wurde die Mariä-Entschlafens-Kirche vom Erzbischof von Nischni Nowgorod und Arsamas geweiht.